# Phyllophaga hogardi
Phyllophaga hogardi är en skalbaggsart som beskrevs av Blanchard 1851. Phyllophaga hogardi ingår i släktet Phyllophaga och familjen Melolonthidae. Inga underarter finns listade i Catalogue of Life.